# PARP16
PARP16 (англ. Poly(ADP-ribose) polymerase family member 16) – білок, який кодується однойменним геном, розташованим у людей на короткому плечі 15-ї хромосоми. Довжина поліпептидного ланцюга білка становить 322 амінокислот, а молекулярна маса — 36 383.
| 10         |  | 20         |  | 30         |  | 40         |  | 50         |
| ---------- |  | ---------- |  | ---------- |  | ---------- |  | ---------- |
| MQPSGWAAAR |  | EAAGRDMLAA |  | DLRCSLFASA |  | LQSYKRDSVL |  | RPFPASYARG |
| DCKDFEALLA |  | DASKLPNLKE |  | LLQSSGDNHK |  | RAWDLVSWIL |  | SSKVLTIHSA |
| GKAEFEKIQK |  | LTGAPHTPVP |  | APDFLFEIEY |  | FDPANAKFYE |  | TKGERDLIYA |
| FHGSRLENFH |  | SIIHNGLHCH |  | LNKTSLFGEG |  | TYLTSDLSLA |  | LIYSPHGHGW |
| QHSLLGPILS |  | CVAVCEVIDH |  | PDVKCQTKKK |  | DSKEIDRRRA |  | RIKHSEGGDI |
| PPKYFVVTNN |  | QLLRVKYLLV |  | YSQKPPKRAS |  | SQLSWFSSHW |  | FTVMISLYLL |
| LLLIVSVINS |  | SAFQHFWNRA |  | KR         |  |            |  |            |

A: Аланін

C: Цистеїн

D: Аспарагінова кислота

E: Глутамінова кислота

F: Фенілаланін

G: Гліцин

H: Гістидин

I: Ізолейцин

K: Лізин

L: Лейцин

M: Метіонін

N: Аспарагін

P: Пролін

Q: Глутамін

R: Аргінін

S: Серин

T: Треонін

V: Валін

W: Триптофан

Кодований геном білок за функціями належить до трансфераз, глікозилтрансфераз. 
Задіяний у таких біологічних процесах, як відповідь на порушення конформації білку, альтернативний сплайсинг. 
Білок має сайт для зв'язування з НАД. 
Локалізований у мембрані, ендоплазматичному ретикулумі.